# ناحیه الگین، شهرستان وباشا، مینه سوتا
ناحیه الگین (به انگلیسی: Elgin Township) یک منطقهٔ مسکونی در ایالات متحده آمریکا است که در شهرستان وباشا واقع شده است. ناحیه الگین ۹۰٫۶ کیلومتر مربع مساحت و ۷۸۷ نفر جمعیت دارد و ۳۳۴ متر بالاتر از سطح دریا واقع شده است.